# Aloe decorsei
Aloe decorsei är en grästrädsväxtart som beskrevs av Joseph Marie Henry Alfred Perrier de la Bâthie. Aloe decorsei ingår i släktet Aloe och familjen grästrädsväxter. Inga underarter finns listade i Catalogue of Life.